# ماريون هاليغان
ماريون هاليغان (بالإنجليزية: Marion Halligan)‏ (16 أبريل 1940، نيوكاسل في أستراليا)؛ كاتِبة مُتخصِّصة في أدب الأطفال وروائية أسترالية. درست في جامعة نيوكاسل.